# Tèmesa
Tèmesa o Tempsa (grec antic: Τεμέση o Τέμψα) era una antiga ciutat de la costa oest del Brútium, a Itàlia.
Estrabó diu que va ser originàriament una ciutat d'Ausònia, però que va ser colonitzada per un grup d'etolis que havien acompanyat Toant a la guerra de Troia. Alguns autors van pensar que aquesta ciutat era la Temesa que Homer menciona a l'Odissea, perquè tenia mines de coure, i així ho diu Estrabó, però segurament el poeta es referia a una Temesa de l'illa de Xipre. No hi ha constància de què Temesa hagués rebut cap colònia grega en època històrica, encara que era una ciutat hel·lenitzada com altres ciutats de l'època en aquella zona. Se sap que va ser conquerida pels locris entre els anys 480 aC i 460 aC, però no es coneix quant de temps va estar sota el seu govern. Ni el Periple de Pseudo-Escílax ni els Iambes al Rei Nicomedes la situen entre les ciutats gregues de la Magna Grècia, però Titus Livi diu que era una ciutat grega abans de caure en mans dels brucis, i va estar sota el seu poder fins que va passar a Roma. A la Segona Guerra Púnica va ser ocupada per Aníbal i després pels romans, que anys després de la guerra hi van establir una colònia, al mateix temps que establien la de Crotona el 194 aC). La colònia, que explotava les mines de coure i on els seus pobladors tenien els mateixos drets que els ciutadans romans, no sembla que fos molt nombrosa, i en temps d'Estrabó les mines ja no eren productives. No es menciona gaire més la ciutat per cap fet rellevant. Durant la revolta d'Espàrtac els esclaus es van establir a Tèmesa i la van dominar un temps. La ciutat va existir durant tot l'imperi romà, i tots els geògrafs i la Taula de Peutinger en fan menció.
Pausànias diu expressament que al seu temps (segle II) encara estava habitada, i Plini el Vell parla de l'excel·lència del seu vi. Segurament va existir durant tot l'imperi romà però devia desaparèixer probablement al segle v.
Una tradició explica que vora Tèmesa hi havia un bosc sagrat amb un santuari dedicat a Polites, un company d'Odisseu, que amb l'heroi va desembarcar a Tèmesa. Polites, borratxo, va perseguir i matar una jove del país. Els habitants de la ciutat el van lapidar però l'ànima de Polites els perseguia de moltes maneres i els va exigir que li construïssin un santuari i que cada any li sacrifiquessin la noia més bella de la ciutat. Però un dia va aparèixer Èutim que va desafiar l'esperit a un combat, el va vèncer i el va obligar a marxar del país. Èutim es va casar amb la noia i van viure a Tèmesa fins a una edat avançada.